# Skarlátszárnyú remetepapagáj
A skarlátszárnyú remetepapagáj, korábbi nevén skarlátszárnyú papagáj vagy vörösszárnyú papagáj (Aprosmictus erythropterus) a madarak osztályának papagájalakúak (Psittaciformes) rendjébe és a szakállaspapagáj-félék (Psittaculidae) családjába  tartozó faj.

## Előfordulása
Megtalálható Ausztrália északi- és északkeleti részének valamint Új-Guinea déli részének esőerdeiben, eukaliptuszerdeiben és szavannáin.

## Alfajok
- Aprosmictus erythropterus coccineopterus
- Aprosmictus erythropterus papua

## Megjelenése
|  |

Testhossza 32 cm. Testtömege 150-160 g. A tojó alapszíne halványabb, mint a hímnek, hasa felső farkfedői sárgák, szárnyának csak a legkülső éle vörös, háta inkább zöld. A fiatal madarak a tojóra hasonlítanak, csőrük eleinte sárga, a harmadik évükben színesednek ki.

## Életmódja
Tápláléka eukaliptuszmagvak, bogyók, virágok és rovarok.

## Szaporodása
Fészekalja 3-6 tojásból áll. A tojó egyedül költ 21 napig, de néha a fiókák kb. kéthetes korában abbahagyja az etetést. Ha ekkor a hím átváltja a tojó szerepét. Az 5 hetes fiókák a kirepülést követően még viszonylag hosszabb ideig a szüleikkel maradnak.